# Sergei Sergejewitsch Krawzow

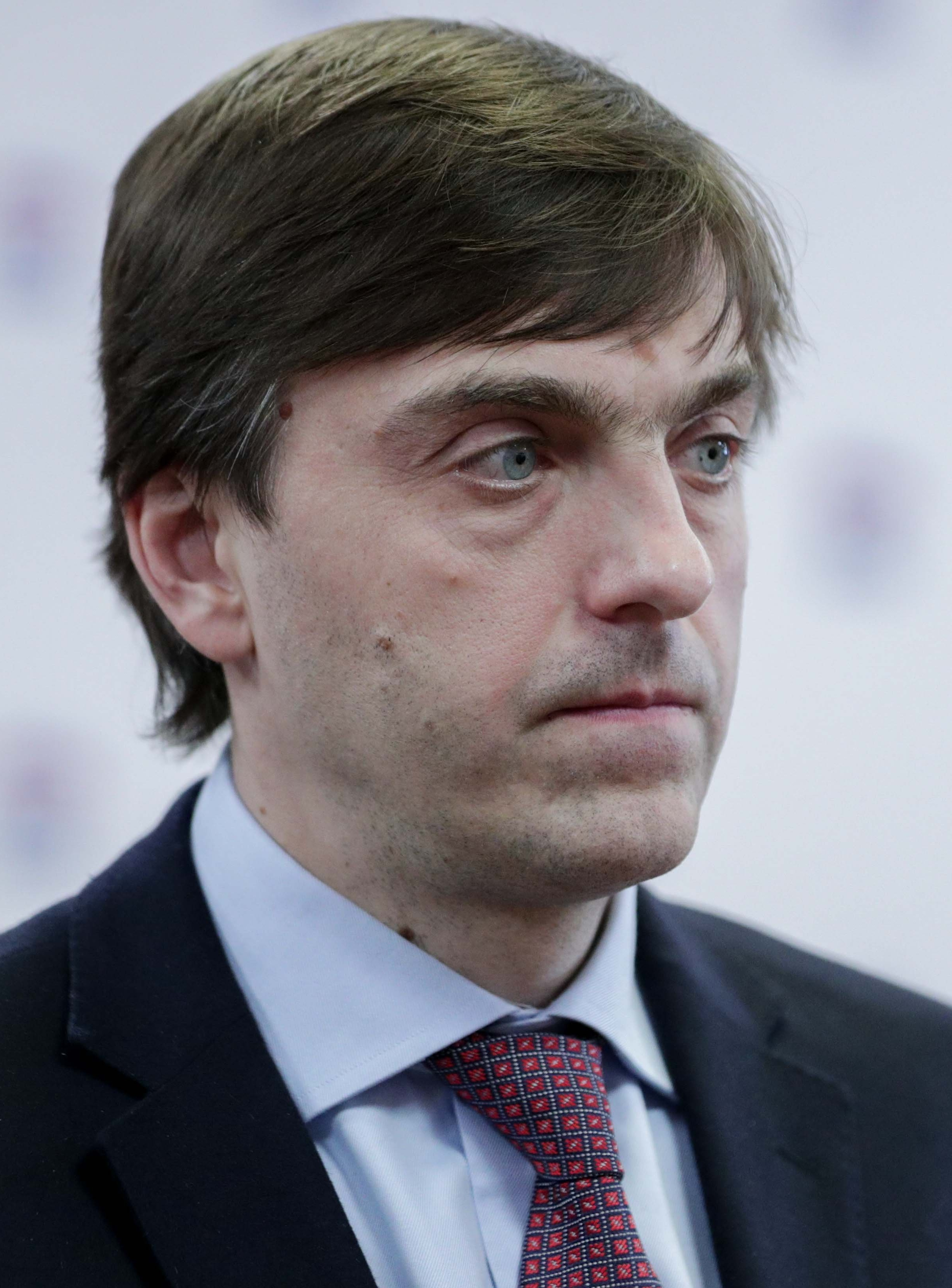
Sergei Krawzow

Sergei Sergejewitsch Krawzow (russisch Сергей Сергеевич Кравцов; * 17. März 1974 in Moskau) ist ein russischer Erziehungswissenschaftler und seit dem 21. Januar 2020 Bildungsminister der Russischen Föderation unter dem Präsidenten Wladimir Putin.

## Werdegang
Krawzow schloss 1996 mit Auszeichnung die Moskauer Staatliche Offene Pädagogische Universität ab (Fernuniversität, seit 2006 Staatliche Scholochow-Universität für Geisteswissenschaften Moskau, wurde 2015 mit der Pädagogischen Staatlichen Universität Moskau zusammengelegt) mit einem Abschluss als Lehrer für Mathematik und Informatik. Von 1994 bis 1996 arbeitete er als Mathematiklehrer an der Schule Nr. 176 in Moskau.
Von 1997 bis 2002 war er am Institut für Bildungsmanagement der Universität tätig und hatte die Positionen Junior Researcher, Researcher, Senior Researcher und Laborleiter inne. 1999 verteidigte er seine Abschlussarbeit „Methodik zur Durchführung von Lehrveranstaltungen mit Mathematikrückständigen unter Einsatz von Multimedia-Technologie“. Im Jahr 2000 schloss er ein weiteres Studium der Staats- und Kommunalverwaltung mit Fremdsprachenkenntnissen am Staatlichen Moskauer Institut für Internationale Beziehungen ab.
Im Jahr 2002 begann er im Bildungsministerium der Russischen Föderation zu arbeiten.
Von 2004 bis 2008 war er Assistent des Leiters der Föderalen Aufsichtsstelle im Bereich Bildung und Wissenschaft. Im Jahr 2007 verteidigte er seine Dissertation zum Doktor der Erziehungswissenschaften zum Thema „Theorie und Praxis der Organisation der Fachausbildung in Schulen der Russischen Föderation“ am Institut für Lehrinhalte und Methoden der Bildung der Russischen Akademie für Bildung (RAO). Nach Angaben der Dissernet-Community enthält die Dissertation umfangreiche Anleihen, die nicht als Zitate formuliert sind, auch aus nicht autorisierten Quellen.
Im Jahr 2008 wurde er zum Direktor der Landesanstalt „Prüfungszentrum“ ernannt, die ein Verfahren zur Durchführung des Einheitlichen Staatsexamens entwickelte.
Im Jahr 2009 leitete er das Institut für Bildungsmanagement der Russischen Akademie für Bildung.
Im April 2011 wurde er zum Direktor der Abteilung für Regionalentwicklung des Ministeriums für Bildung und Wissenschaft der Russischen Föderation ernannt. Ebenfalls im Jahr 2011 fungierte er als Rektor der Landeseinrichtung „Akademie für Fortbildung und berufliche Umschulung des Bildungspersonals“. Im Juli 2012 wurde er zum Direktor der Abteilung für Programmmanagement und Wettbewerbsverfahren des Ministeriums für Bildung und Wissenschaft ernannt.
Am 8. August 2013 wurde er auf Anordnung der russischen Regierung zum Leiter der Föderalen Aufsichtsstelle im Bereich Bildung und Wissenschaft ernannt. Vom 28. Oktober 2017 bis 24. Mai 2018 war er stellvertretender Minister für Bildung und Wissenschaft der Russischen Föderation und Leiter der Föderalen Aufsichtsstelle im Bereich Bildung und Wissenschaft (Rosobrnadzor), da die Abteilung dem Ministerium für Bildung und Wissenschaft unterstand. Im Jahr 2018 wurde dieser Dienst unmittelbar der Regierung übertragen. Am 24. Mai 2018 wurde Krawzow erneut zum Leiter ernannt
Am 21. Januar 2020 wurde er per Präsidialdekret zum Bildungsminister der Russischen Föderation als Nachfolger von Olga Wassiljewa im Kabinett von Michail Mischustin ernannt.
Im Juni 2022 verhängte die Ukraine wegen der russischen Invasion in der Ukraine persönliche Sanktionen gegen Krawzow als Mitglied der russischen Regierung.
Im Juli 2023 wurde Krawzow vom Vereinigten Königreich wegen seiner Rolle in „Russlands kalkuliertem Abschiebeprogramm“ für ukrainische Kinder mit Sanktionen belegt.

## Einzelbelege
1. 1 2 3  Кравцов, Сергей Сергеевич. Abgerufen am 22. November 2023 (russisch).
2. ↑  Сергей Сергеевич Кравцов - Правительство России. Abgerufen am 22. November 2023 (russisch).
3. ↑  Р. И. А. Новости: Биография Сергея Кравцова. 21. Januar 2020, abgerufen am 22. November 2023 (russisch).
4. ↑  Кравцов Сергей Сергеевич — Министерство просвещения — Биография. 11. November 2020, abgerufen am 22. November 2023 (russisch).
5. ↑  "Теория и практика организации профильного обучения в школах Российской Федерации": диссертация на соискание ученой степени доктора педагогических наук: анализ. In: www.dissernet.org. Вольное сетевое сообщество «Диссернет», 2013, abgerufen am 20. Januar 2020 (russisch).
6. ↑  Министерство просвещения возглавил руководитель Рособрнадзора Сергей Кравцов. Ольга Васильева получила незачет. In: fontanka.ru - новости Санкт-Петербурга. 21. Januar 2020, abgerufen am 5. November 2022 (russisch).
7. ↑  Наука просвещать. 22. Januar 2020, abgerufen am 22. November 2023 (russisch).
8. ↑  Р. И. А. Новости: Кравцова назначили министром просвещения. 21. Januar 2020, abgerufen am 22. November 2023 (russisch).
9. ↑  Kravtsov described Ukraine's sanctions against him as a gesture of desperation. - News Unrolled. In: newsunrolled.com. Abgerufen am 5. November 2022 (amerikanisches Englisch).
10. ↑  UK announces new sanctions in response to Russia’s forced deportation of Ukrainian children. 18. Juli 2023, abgerufen am 22. November 2023 (englisch).

| Personendaten    | Personendaten                                                      |
| ---------------- | ------------------------------------------------------------------ |
| NAME             | Krawzow, Sergei Sergejewitsch                                      |
| ALTERNATIVNAMEN  | Кравцов, Сергей Сергеевич                                          |
| KURZBESCHREIBUNG | russischer Erziehungswissenschaftler, Beamter und Bildungsminister |
| GEBURTSDATUM     | 17. März 1974                                                      |
| GEBURTSORT       | Moskau                                                             |